# Skeletton
Skeletton (* im 20. Jahrhundert) ist ein deutscher Extreme-Metal-Schlagzeuger.

## Karriere
In seiner seit Mitte der 1990er Jahre laufenden Musikerkarriere gründete Skeletton gemeinsam mit Daniel Täumel die Die Apokalyptischen Reiter, mit denen er neben dem Demo zwei Studioalben sowie eine EP einspielte. Nach seinem Ausscheiden im Jahr 1999 brachte er sich wieder bei der von ihm gegründeten und ebenfalls in Thüringen beheimateten Band Disaster K.F.W. ein und veröffentlichte mit ihr im ersten Jahrzehnt des dritten Jahrtausends drei Studioalben.

## Diskografie (Auswahl)

### Mit Die Apokalyptischen Reiter
- 1997: Soft & Stronger (Ars Metalli)
- 1998: Dschinghis Khan (EP, Ars Metalli)
- 1999: Allegro Barbaro (Ars Metalli)

### Mit Disaster K.F.W.
- 2002: Därme Fressen (Moonstorm Records)
- 2004: Death Ritual (Moonstorm Records)
- 2006: Collateral Damage (War Anthem Records)